# Bistum Mogi das Cruzes
Das Bistum Mogi das Cruzes (lateinisch Dioecesis Crucismogiensis, portugiesisch Diocese de Mogi das Cruzes) ist eine in Brasilien gelegene römisch-katholische Diözese mit Sitz in Mogi das Cruzes im Bundesstaat São Paulo.

## Geschichte
Das Bistum Mogi das Cruzes wurde am 9. Juni 1962 durch Papst Johannes XXIII. mit der Apostolischen Konstitution Quo christiana aus Gebietsabtretungen des Erzbistums São Paulo und des Bistums Taubaté errichtet. Es wurde dem Erzbistum São Paulo als Suffraganbistum unterstellt. Am 30. Januar 1981 gab das Bistum Mogi das Cruzes Teile seines Territoriums zur Gründung der Bistümer Guarulhos und São José dos Campos ab.

## Bischöfe von Mogi das Cruzes
- Paulo Rolim Loureiro, 1962–1975
- Emílio Pignoli, 1976–1989, dann Bischof von Campo Limpo
- Paulo Antonino Mascarenhas Roxo OPraem, 1989–2004
- Airton José dos Santos, 2004–2012, dann Erzbischof von Campinas
- Pedro Luiz Stringhini, seit 2012